# Ludwig Mehlhorn
Ludwig Mehlhorn (ur. 5 stycznia 1950 w Bernsbach, zm. 3 maja 2011 w Berlinie) – niemiecki dysydent, obrońca praw człowieka, z wykształcenia matematyk.

## Życiorys
W 1969 r. odmówił służby wojskowej w Nationale Volksarmee i zaangażował się w działania ruchu Akcja Znak Pokuty. W ramach akcji zaczął przyjeżdżać do Polski w latach 70. Pod koniec lat 70. nawiązał kontakt z opozycją demokratyczną w Polsce, między innymi z KOR oraz środowiskami katolickim. Nauczył się języka polskiego i tłumaczył z tego języka teksty publikowane w drugim obiegu. W latach 80. był jednym z organizatorów tzw. „Seminarium Polskiego” organizowanego w Berlinie Wschodnim pod opieką kościoła ewangelickiego, którego celem była dyskusja o tematach polsko-niemieckich. Był pomysłodawcą antologii „Oder”, wydanej w drugim obiegu w NRD, obejmującej teksty Polaków i Niemców o Polsce. Uczestniczył w tzw. Inicjatywie Sprzeciwu wobec Praktyki i Zasady Odgraniczania, niezależnej akcji powstałej w 1987 r., sprzeciwiającej się politycznym konsekwencjom podziału Niemiec. W czasach NRD pracował jako pielęgniarz w ewangelickim domu opieki.
W 1989 r. był jednym z założycieli ruchu obywatelskiego Demokratie Jetzt. Po zjednoczeniu Niemiec wycofał się z polityki, był jednym z pomysłodawców Fundacji Krzyżowej, pracował w Akademii Ewangelickiej w Berlinie.
W 2009 r. otrzymał Nagrodę Dialogu, przyznaną przez Federalny Związek Towarzystw Niemiecko-Polskich. Odznaczony Krzyżem Oficerskim (1993) i Komandorskim (pośmiertnie, 2011) Orderu Zasługi RP.